# Copa Acción de San Lorenzo 1948
Copa Acción de San Lorenzo 1948 je bila tretja dirka za Veliko nagrado v sezoni 1948. Odvijala se je 1. februarja 1948 na dirkališču Parque Independencia.

## Dirka
| Poz | Dirkač              | Moštvo          | Dirkalnik         | Krogi | Čas/Odstop    | Št. m. |
| --- | ------------------- | --------------- | ----------------- | ----- | ------------- | ------ |
| 1   | Jean-Pierre Wimille | Equipe Gordini  | Simca-Gordini T15 | 50    | 1:32:27.3     | 5      |
| 2   | Chico Landi         | Privatnik       | Alfa Romeo 308    | 50    | + 1:49.0      | 6      |
| 3   | Luigi Villoresi     | Scuderia Milano | Maserati 4CL      | 48    | +2 kroga      | 3      |
| 4   | Pedro Llano         | Privatnik       | Maserati 4C       | 48    | +2 kroga      | 9      |
| 5   | Eitel Cantoni       | Privatnik       | Maserati 4C       | 46    | +4 krogi      | 11     |
| 6   | Italo Bizio         | Privatnik       | Maserati 4C       | 46    | +4 krogi      | 7      |
| 7   | Andres Fernández    | Privatnik       | Maserati 6CM      | 46    | +4 krogi      | 12     |
| Ods | Juan Manuel Fangio  | A.C.A.          | Simca-Gordini T11 | 41    | Motor         | 2      |
| Ods | Oscar Gálvez        | Privatnik       | Alfa Romeo 308    | 25    | Zadnje vpetje | 1      |
| Ods | Nino Farina         | Scuderia Milano | Maserati 8CL      | 5     | Zavore        | 4      |
| Ods | Victorio Rosa       | Privatnik       | Maserati 4C       | 3     |               | 8      |
| Ods | Achille Varzi       | Privatnik       | Alfa Romeo 12C-37 | 0     | Gred          | 10     |